# فيصل بن سعود الحليبي
فيصل بن سعود الحليبي أكاديمي وقارئ من قارئي القرآن الكريم ومن أئمة المساجد في المملكة العربية السعودية، يعمل إماما وخطيبا لجامع العزيزية بالأحساء، ومستشار في مركز التنمية الأسرية في الأحساء، وعضو هيئة التدريس في كلية الشريعة في الأحساء، له من المؤلفات مقاصد المكلفين عند الأصوليين (رسالة ماجستير)، والشامل شرح أصول البزدوي تحقيق ودراسة الجزء السابع منه (رسالة دكتوراه)، وحدائق المعروف، والفتور أسبابه ومظاهره وعلاجه.

## وصلات خارجية
- مصحف الشيخ فيصل بن سعود الحليبي في موقع طريق الصالحين
- مصحف الشيخ فيصل بن سعود الحليبي في موقع طريق الإسلام